# Scaphium (plante)
Genre
Classification phylogénétique
Scaphium est un genre d'arbres tropicaux de la famille des Malvaceae, sous-famille des Sterculioideae.

## Liste des espèces
Selon Catalogue of Life (19 juillet 2017) :
- Scaphium affine (Mast.) Pierre
- Scaphium burkillfilii Kosterm.
- Scaphium linearicarpum (Mast.) Pierre
- Scaphium longiflorum Ridl.
- Scaphium macropodum (Miq.) Beumee ex K. Heyne
- Scaphium parviflorum P.Wilkie
- Scaphium scaphigerum (Wall. ex G. Don) Guibourt & Planch.